# Ci sarai
Ci sarai è un singolo del cantautore italiano Francesco Renga, pubblicato nel febbraio 2004 come primo estratto dal terzo album in studio Camere con vista.
Ha raggiunto la top 5 dei brani più trasmessi nelle radio.

## Descrizione
Riguardo a questa canzone, Renga ha dichiarato che è stata la prima ad essere stata scritta, e racconta la paura del cantante di perdere la felicità, nel momento in cui la si raggiunge. La canzone è dedicata a "chi gli sta accanto", e benché non venga fatto alcun nome, è molto probabilmente un riferimento alla compagna dell'epoca del cantante Ambra Angiolini.
Drigo, chitarrista dei Negrita, collabora all'arrangiamento del brano, tanto che sarà presente un suo cameo nel video della canzone, durante l'assolo di chitarra.

## Video musicale
Il videoclip è stato diretto da Maki Gherzi.

## Tracce
1. Ci sarai